# Yuanbao
Yuanbao (en chino, 元宝; pinyin, Yuánbǎo) es un distrito urbano bajo la administración directa de la Prefectura Dandong  en la Provincia de Liaoning, República Popular China.  Su área es de 91 km² y su población total para 2010 superó los 200 mil habitantes. 

## Administración
Desde julio de 2023, el  Distrito Yuanbao  se divide en 5 pueblos que se administran en 4 subdistritos y 1   poblado.